# Mohammed Nabbous
Mohammed Nabbous (né le 27 février 1983 à Benghazi et mort le 19 mars 2011 dans la même ville; en arabe محمد النبوس) est un blogueur libyen, un net-citoyen (le terme « journaliste-citoyen » n'est plus reconnu, car un journaliste est aussi un citoyen) et un ingénieur en télécommunications de profession à Benghazi en Libye. Le 17 février, au début de la révolte libyenne de 2011, il crée la première station de télévision privée établie dans le territoire contrôlé par le Conseil national de transition : Libya Alhurra TV.
Il est tué le 19 mars 2011 à Benghazi par un sniper que certains ont supposé être membre des forces pro-Kadhafi alors qu'il filmait les attaques de l'armée libyenne et les destructions des bâtiments civils sous les bombardements pour diffuser des vidéos en direct sur sa chaîne d'information en continu. Il laisse derrière lui sa veuve enceinte, « Perditta »,. En contact journalier avec l'équipe de l'époque du site Dazibaoueb, il craignait plutôt pour sa propre vie les nouveaux arrivants que les hommes de Kadhafi (aucune source pour étayer cette information digne d'un militant).